# Municipio de Sharon (Illinois)
El municipio de Sharon (en inglés: Sharon Township) es un municipio ubicado en el condado de Fayette en el estado estadounidense de Illinois. En el año 2010 tenía una población de 2441 habitantes y una densidad poblacional de 37,45 personas por km².

## Geografía
El municipio de Sharon se encuentra ubicado en las coordenadas 39°3′4″N 89°6′14″O / 39.05111, -89.10389. Según la Oficina del Censo de los Estados Unidos, el municipio tiene una superficie total de 65.19 km², de la cual 64,16 km² corresponden a tierra firme y (1,58 %) 1,03 km² es agua.

## Demografía
Según el censo de 2010, había 2441 personas residiendo en el municipio de Sharon. La densidad de población era de 37,45 hab./km². De los 2441 habitantes, el municipio de Sharon estaba compuesto por el 58,17 % blancos, el 37,65 % eran afroamericanos, el 0,08 % eran amerindios, el 0,33 % eran asiáticos, el 2,7 % eran de otras razas y el 1,07 % eran de una mezcla de razas. Del total de la población el 5,37 % eran hispanos o latinos de cualquier raza.